# Anatoli Chari
Anatoli Anatolievitch Chari (russe : Анато́лий Анато́льевич Шари́й ; ukrainien : Анатолій Анатолійович Шарій), né le 20 août 1978, est un journaliste, vidéoblogueur et homme politique ukrainien. Les médias ukrainiens le qualifient couramment de « pro-russe » et d'« anti-ukrainien », des qualifications qu'il nie et conteste devant les tribunaux.
À la suite de son travail d'enquête, il a reçu des menaces de mort. En 2012, il a obtenu l'asile dans l'Union européenne, faisant valoir des poursuites par les forces de l'ordre ukrainiennes liées à son journalisme,,. En mai 2021, la Lituanie a révoqué l'asile politique de Chari et l'a déclaré persona non grata.
Il est devenu un critique d'Euromaidan et des gouvernements suivants. Chari considérait la guerre russo-ukrainienne avant 2022 comme un conflit interne et une guerre civile interne à l'Ukraine, bien qu'il ne nie pas l'implication russe dans le conflit. Lors de la campagne électorale locale de 2020, le Parti de Chari a distribué du matériel de campagne avec une carte de l'Ukraine sans la Crimée,.
En juin 2019, il lance le Parti du Chari (ukrainien : Партiя Шарiя), qui a participé aux élections législatives ukrainiennes de 2019, n'ayant obtenu que 2,23 % des suffrages. Lors des élections locales de 2020, les candidats du parti sont entrés dans plusieurs conseils municipaux et d'oblast. Lors de l'invasion russe de l'Ukraine en 2022, le Conseil national de sécurité et de défense de l'Ukraine a décidé de suspendre le Parti de Chari, ainsi que 10 autres partis d'opposition, en raison de leurs liens présumés avec la fédération de Russie.
Chari vit actuellement en Espagne. En février 2021, Chari a été accusée de trahison et d'incitation à la haine ethnique ou raciale par le Service de sécurité ukrainien (SBU),. Le 4 mai 2022, il a été arrêté par les autorités espagnoles à la demande du SBU, l'accusant de trahison,,.

## Biographie
Chari est né à Kiev et y a vécu jusqu'en 2012. Pendant plusieurs années, il a souffert de jeu compulsif. Chari a commencé à s'engager dans le journalisme au début de 2005.
En 2012, il a obtenu l'asile dans l'Union européenne, faisant valoir des poursuites par les forces de l'ordre ukrainiennes liées à son travail de journaliste,,. Il a reçu un permis de séjour permanent en Lituanie pour 5 ans.
La première épouse de Chari était Olga Rabulets, qui, dit-il, l'a sauvé du jeu compulsif. En 2013, Chari s'est fiancée à la journaliste Olga Bondarenko (aujourd'hui Olga Chari (ru)). Mariés depuis 2017, ils ont un enfant.[réf. nécessaire]. Olga Chari, avec Anatoli, co-gère le site Sharij.net.

## Journalisme et blog vidéo
Chari a commencé à s'engager dans le journalisme au début de 2005. En 2008, Chari est devenu auteur permanent des éditions en ligne de From-UA et Obozrevatel, De 2008 à début 2012, il a été à la tête du département d'enquête du site Web Obozrevatel .
En 2008-2011, Chari est l'auteur d'un certain nombre de publications sur le crime organisé en Ukraine, voir la section Enquêtes et incidents notables pour certains.
À partir de 2014, alors qu'il vivait dans l'Union européenne, Chari s'est concentré sur la production de blogs vidéo pour sa chaîne YouTube, qui, entre autres et d'après lui, a démystifié la désinformation et la propagande dans les médias ukrainiens. Il critique fréquemment les publications ukrainiennes liées aux événements en Ukraine après l'Euromaïdan, ainsi que les gouvernements ukrainiens, généralement d'une manière dérisoire et insultante.
Chari fait partie des 48 auteurs du livre de mémoires 2018 Oles Buzina . Prophète et martyr ("Олесь Бузина. Пророк и мученик"), interdit en Ukraine.

## Enquêtes et incidents notables

### Lutte contre les forces de l'ordre ukrainiennes et asile
Chari a demandé et obtenu l'asile dans l'Union européenne, affirmant être persécuté par les forces de l'ordre ukrainiennes pour ses activités de journaliste, sur la base des incidents suivants.
En 2011, Anatoli Chari a tiré sur un homme avec une arme à feu avec des balles en caoutchouc dans un restaurant McDonald's après que l'homme, selon Chari, ait insulté sa femme,. Chari a signalé l'incident à la police. Chari a affirmé plus tard que l'affaire avait été fabriquée par la suite en raison de son enquête sur le trafic de drogue illégale, qui, selon lui, avait été dissimulée par des membres de haut rang des forces de l'ordre ukrainiennes.
En 2011, les journalistes de la chaîne de télévision 1+1 et Chari ont mené une série d'enquêtes sur la prétendue protection du commerce illégal de substances contrôlées dans les pharmacies de Kiev par l'Office de lutte contre le trafic de drogues illicites (abréviation ukrainienne : UBNON). Le 7 juin 2011, Chari a publié la première partie de l'article « UBNON crache-t-il au visage du ministre ? » Le 11 juin, Chari a été convoqué pour un interrogatoire dans l'affaire de la fusillade de McDonald's, qui aurait déjà été close. Le 20 juin, Chari a donné une conférence de presse sur la situation et a affirmé que le ministère de l'Intérieur et l'UBNON avaient ordonné la pression sur lui. Le lendemain, 21 juin, l'affaire pénale pour hooliganisme a été ouverte contre Chari liée à la fusillade de McDonald's.
Le mois suivant, Chari et les journalistes de la chaîne de télévision 1+1 ont publié plusieurs publications alléguant l'implication du ministère de l'Intérieur dans la dissimulation de casinos illégaux à Kiev. Le 12 juillet 2011, Chari et l'équipe de tournage de la chaîne 1+1 ont été enfermées dans les locaux du casino. Peu de temps après, des enquêteurs criminels sont arrivés et ont saisi 34 machines à sous et des enregistrements vidéo de la salle, ce qui a entraîné une affaire pénale sur les jeux d'argent,. Quelques heures après l'incident du casino, un coup de feu a été tiré sur la voiture de Chari, mais le journaliste n'a pas été blessé. En août 2011, une affaire pénale pour tentative d'assassinat a été ouverte,,. L'incident de la fusillade dans une voiture a été cité comme un exemple d'attaques contre des journalistes dans le rapport de Human Rights Watch pour l'année 2011.
Après la tentative de meurtre, Chari a poursuivi ses activités de journaliste. Le 21 septembre 2011, après une autre publication dénonçant la corruption au sein du ministère de l'Intérieur, l'affaire de la tentative d'assassinat sur Chari a été classée et une action pénale a été engagée contre le journaliste lui-même pour « mise en scène d'une tentative d'assassinat ».
Après avoir été placé sur la liste des personnes recherchées en Ukraine, Chari a quitté le pays et a demandé l'asile politique dans l'Union européenne. En 2012, il a obtenu l'asile et a reçu un permis de séjour permanent en Lituanie pour 5 ans. En mai 2021, la Lituanie a révoqué l'asile politique de Chari et l'a déclaré persona non grata. Chari vit actuellement en Espagne.

### Accusation de Vasyl Marushinets
En mai 2018, dans une série de vidéos, Chari a signalé des messages antisémites et racistes du consul ukrainien à Hambourg Vasyl Marushinets (Василь Марушинець) sur sa page Facebook. Les responsables ukrainiens ont affirmé qu'ils ne savaient rien des opinions des Marushinets. Chari a prouvé que cela ne peut pas être vrai, car un certain nombre de messages de ce type ont été "likés" par les diplomates ukrainiens, et que Marushinets a publié ses opinions non seulement dans l'intimité de Facebook, mais également dans des forums ouverts. Le scandale qui a suivi a conduit au rappel de Marushinets "pour procédure disciplinaire",,, et le 30 mai 2018, il a été licencié. En décembre 2019, il a été rétabli pour violation de la procédure formelle et a été payé pour des pertes d'environ 9 000 $.

## Opinions politiques et activisme

### Positions relatives au conflit russo-ukrainien
Chari qualifie la guerre du Donbass de « conflit interne » et de « guerre civile », tout en ne niant pas la présence de l'armée russe dans la région.
Il considère que les régions séparatistes de Donetsk et Lougansk sont les territoires de l'Ukraine et que l'annexion russe de la Crimée est inadmissible,.

### Critique de Porochenko et de sa présidence
En décembre 2018, Anatoli Chari a offert 15 000 hryvnia à quiconque interroge Petro Porochenko sur les raisons de sa persécution. Au début de 2019, dans de nombreuses villes d'Ukraine, cette question a été posée lors de réunions avec le président. Dans un certain nombre de cas, il y a eu une réaction inadéquate du président et de ses gardes : les gardes du corps du président ont fait tomber les téléphones des mains des interrogateurs, « les officiers du SBU ont battu ces individus et le président lui-même ont arraché leurs casquettes », giflé et pincé ceux qui posaient des questions.
Lorsque, fin février - début mars 2019, des journalistes du site Web bihus.info ont publié la correspondance des dirigeants d'Ukroboronprom qui se livraient au blanchiment d'argent sur des pièces d'équipement militaire achetées en Russie, Anatoli Chari a présenté des preuves que la société du président Petro Porochenko Forge de Rybalski avait détourné le budget de l'État en vendant des pièces de rechange inutilisables à un tarif hors de prix (3 à 6 fois) aux militaires.

### Critique de la présidence de Zelensky
Chari s'est opposé au programme de privatisation des terres, qui a été mis en œuvre à la demande du FMI, ainsi qu'à l'émission de la prochaine tranche du FMI, qui a été signée d'après lui à des conditions défavorables pour l'Ukraine.
Après que les nationalistes ukrainiens ont attaqué les journalistes de « Shariy.net » les 11 et 12 juin, Chari a appelé ses partisans à se rassembler près du bureau du président,. Le 15 juin, lors du rassemblement pacifique, les manifestants ont exigé la réaction de Zelensky face à la situation actuelle,,,.
Le 6 mars 2024, Anatoli Chari affirme avoir échappé à une tentative d’assassinat : « Tout à l’heure, ils ont essayé de me tuer, moi et ma femme. Ils ont tenté de tirer sur la voiture avec un fusil automatique équipé d’un silencieux. Un gars, un autre, attendait apparemment parce qu’il regardait quand je suis arrivé ». Il explique également sur sa chaîne Telegram qu’une semaine auparavant, il avait transmis des informations à la police espagnole concernant ce plan d’assassinat, accompagnées d'un enregistrement audio mentionnant un contrat de 100 000 € ainsi que les noms de plusieurs personnes impliquées. Chari a déclaré que le président ukrainien Volodymyr Zelensky était à l’origine de cet « ordre » : « D'après l'odeur nauséabonde des "médias" nationaux et de la manière dont le tueur a été autorisé à s'enfuir, "oubliant" de bloquer les routes et d'interroger au minimum les témoins, d’autres options que Zelensky disparaissent. » - écrit-il sur sa chaîne Telegram.

## Réception

### Accusations de Chari de position «anti-ukrainienne» et «pro-russe»
Les médias et les politiciens ukrainiens et russes décrivent régulièrement Chari comme un propagandiste pro-Kremlin ou anti-ukrainien ; voir par exemple, l'agence de presse ukrainienne, Alexeï Navalny et d'autres.
Chari a répondu à ces accusations en déclarant que ces dernières années, il n'aimait plus Vladimir Poutine et qu'il n'appellerait pas à voter pour lui. D'autre part, Deutsche Welle déclare que Chari a justifié les arrestations de participants aux manifestations russes de 2017-2018 en disant que les autorités russes ne devraient pas attendre l'apparition des premiers cocktails molotov. En 2015, Chari a annoncé une récompense de 1 000 euros à quiconque démontrerait un élément de propagande pro-russe ou anti-ukrainien dans ses messages. Lors des élections législatives de 2019, il a augmenté la prime à 5 000 euros.
En février 2017, Chari a demandé au tribunal de réfuter les informations publiées par la publication Internet "Detector Media (uk)", qui diffame son honneur, sa dignité et sa réputation commerciale dans un article du journaliste Bohdan Lohvynenko, où Chari était qualifié de « porte-voix du monde russe » et de « pseudo réfugié ukrainien scandaleux »,. Au tribunal, les représentants des accusés ont déclaré que la définition du «monde russe» en soi n'avait pas de connotation négative et que, par conséquent, Chari ne devrait pas en vouloir à l'expression «mégaphone du monde russe»,.
Le journaliste Vitali Portnikov (uk) a qualifié Chari de « projet du Kremlin » et de « projet utilisé par ses propriétaires russes » et Anatoli Chari a intenté une action en justice pour réfuter ces propos. Le procès a été rejeté,.
Petro Porochenko, lors d'une réunion avec des électeurs, a qualifié le blogueur de "bâtard du Kremlin". Le 10 janvier 2019, Porochenko a déclaré que Chari n'était pas un journaliste ukrainien et travaillait pour la Russie. Le même mois, Chari a intenté une action en diffamation,,,,. En mai 2020, le tribunal du raïon de Petchersk à Kiev a déclaré qu'il n'avait pas de preuves que Chari travaillait pour la Russie, était un journaliste russe ou travaillait pour toute personne résidant en fédération de Russie et avait trouvé ces informations peu fiables,,. La Cour a ordonné à Porochenko de réfuter ses fausses déclarations dans le numéro le plus proche du journal Uryadovy Kuryer,. Ce jugement a ensuite été annulé par une cour d'appel, rejetant la plainte de Chari.

### Récompenses et reconnaissance
En 2009, Chari a remporté le prix Yousmi Web-Journalism pour le "Meilleur récit (catégorie non professionnelle)". En avril 2016, Chari a été nommée lauréate du concours international littéraire et médiatique au nom d'Oles Buzina (Международный литературно-медийный конкурс имени Олеся Бузины).
En novembre 2017, dans un classement du magazine Novoïe Vremia des personnalités par nombre de lecteurs dans les segments ukrainiens de Facebook et Twitter, Chari a obtenu la 12e place avec une audience totale de 511 000 personnes,. Le même mois, il était le numéro 3 des blogueurs politiques ukrainiens les plus populaires sur Facebook selon le classement d' Espreso TV.
En 2019, Chari était 34e dans la liste des 100 personnes et phénomènes les plus influents en Ukraine compilée par la holding médiatique Vesti.
La société Brand Analytics publie régulièrement ses évaluations des blogueurs YouTube russophones . Dans son classement de février 2019, en termes de taux d'engagement des téléspectateurs (défini par la société comme la somme des likes et des commentaires), le vlog de Chari occupait la 1re place, récoltant environ 3 millions de likes et 430 000 commentaires. En termes d'audience, avec 1,8 million d'abonnés il était à la 38e place. La société a remarqué que les sujets politiques attiraient généralement une petite fraction des téléspectateurs de YouTube. Dans son classement de juin 2020 - Top 20 des blogueurs YouTube russophones en termes d'implication, Anatoli Chari était 3e avec 4,4 millions de personnes impliquées.

## Controverses

### Attitude de Chari envers l'homosexualité
Au début des années 2000, Anatoli Chari appartenait au comité d'organisation du mouvement « Love Against Homosexuality ». Dans cette position, Chari a décrit les homosexuels comme des personnes malades et a préconisé la responsabilité pénale pour la propagande de l'homosexualité :42–43.
Dans un article de 2010 « Blue Rust. Dictature des sodomites » (« bleu clair », golouboï, en argot russe désignant les gays), Chari a exprimé l'opinion qu'en raison des condamnations à mort pour relations homosexuelles et adultères en Iran après la révolution islamique, la situation en matière de prostitution, de pédophilie et de viol en Iran était bien meilleure qu'en Ukraine :46–47, 57. À l'été 2020, le journaliste Sergei Ivanov a publié des captures d'écran des publications d'Anatoli Chari de 2010 dans lesquelles il montrait sa compréhension pour l'extermination des homosexuels et des Roms dans les chambres à gaz pendant le Troisième Reich,.
En 2021, Chari s'est excusé « pour son passé d'il y a 11 ans » et a affirmé que son point de vue avait changé depuis.
« "And about gays. I am a simple guy from Karavaevka. My childhood passed in the Soviet Union. I have never seen those "gays" in my life, I have never been to Europe, I was certain that they would attack me with obscene offers as soon as I got off the ladder. As a Christian, I will always stand by my opinion, but I must say that I have never had a problem with a gay person in my life." »

### Poursuites en diffamation
En novembre 2015, Chari a déposé une plainte en diffamation contre sa demi-sœur paternelle Elena Manchenko lui demandant de réfuter l'affirmation en ligne selon laquelle il est un "pédophile et un voleur". Le 19 janvier 2016, le tribunal a rejeté la demande, déclarant que selon la pratique juridique ukrainienne, elle n'est pas responsable de la diffusion publique de ses déclarations par des tiers. Le 20 mars 2019, Anatoli Chari a remporté l'affaire devant le tribunal des Pays-Bas contre Manchenko. Le tribunal a reconnu Manchenko coupable et a exigé de verser à Chari 75 000 euros de dédommagement et de réfuter publiquement ses accusations contre la journaliste.
En 2017, l'avocat russe Mark Feygin a accusé Chari de pédophilie dans divers médias à plusieurs reprises. Notamment, en juillet 2017 lors d'une diffusion en direct de l'émission "My Truth" sur la chaîne de radio "Moscow Talking", Feygin a déclaré "Il (Anatoli Chari) fait l'objet d'une enquête pour pédophilie". Chari l'a poursuivi pour diffamation et a forcé Feygin à se rétracter.

### Remarques sur les Ukrainiens occidentaux
En 2014, Chari a publié une vidéo privée contenant des propos insultants à l'égard des Ukrainiens de l'Ouest:
« An unpleasant information came to me that in Kyiv, the inhabitants of Western Ukraine suddenly began to tell the people of Kyiv how they should behave, how they have to love Ukraine, how they need to sing the anthem, walk with the flag. I have several friends from Western Ukraine, I respect these people, I am proud of friendship with them, these are quite sane people. [...]
You... I am Ukrainian, and you are not Ukrainians. [...] You are just half-breeds, one-third-breeds, quarter-breeds. You are half fucking Poles, you are half Hungarians, you are half the heck knows what you are. Do not tell the people of Kyiv how they should behave, how they have to love the country, love their flag. Because it is not your flag. You have no flag. You are not Ukrainians. »
Chari s'est ensuite excusé pour la vidéo et a déclaré qu'il ne parlait que de certaines personnes.
En février 2021, le Service de sécurité ukrainien (SBU) a accusé Chari d'avoir commis des crimes en vertu de la partie 1. Article 111 « Haute trahison » et Titre 1. De l'art. 161 "Violation de l'égalité des citoyens en fonction de leur race, nationalité, croyances religieuses, handicap et autres motifs".